# Encephalartos brevifoliolatus
Encephalartos brevifoliolatus е вид растение от семейство Замиеви (Zamiaceae). Видът е вече изчезнал от дивата природа. Обитавал е Южна Африка.

## Разпространение
Видът е разпространен в ниските тревни площи на Южна Африка.